# 松本怜生
松本 怜生（まつもと れお、2000年〈平成12年〉4月27日 - ）は、日本の俳優。愛媛県出身。MR8所属。

## 来歴
愛媛県立小松高等学校を卒業後、大学進学のため大阪府へ移住。大学1年生時に開設したTikTokがきっかけで芸能界入りする。
2021年4月、ステージカフェ下北沢亭で上演された朗読劇『でかける時はいつも』で初舞台を踏む。2022年2月20日から5月8日にかけて恋愛バラエティ番組『彼とオオカミちゃんには騙されない』（ABEMA）に出演し、一躍注目を浴びた。
2022年4月クールの『不幸くんはキスするしかない!』（MBS）でテレビドラマ初出演を果たす。同年7月クールの『パパとムスメの7日間』（TBS）で連続ドラマに初めてレギュラー出演し、同年8月26日放送の『石子と羽男-そんなコトで訴えます?-』（TBS）第7話でプライムタイムのテレビドラマに初出演した。
2024年後期の連続テレビ小説『おむすび』（NHK）にレギュラーキャストとして起用され、オーディションではなくオファーによる出演であることが話題を呼ぶ。
2026年放送予定の大河ドラマ『豊臣兄弟!』では、オーディションで石田三成役に選ばれ、大河ドラマ初出演を果たす。

## 出演

### テレビドラマ
- 不幸くんはキスするしかない! 第5話（2022年5月20日、MBS） - 宮下先輩 役[11]
- パパとムスメの7日間（2022年7月27日 - 9月14日、TBS） - 小関智弘 役[12]
- 石子と羽男-そんなコトで訴えます?- 第7話（2022年8月26日、TBS） - 山ヨコキッズの未成年 役[13]
- サワコ〜それは、果てなき復讐 第6話 - 第9話（2022年11月6日 - 27日、BS-TBS） - 藪池優一 役[14]
- 夫婦円満レシピ〜交換しない?一晩だけ〜 第7話 - 第9話（2022年11月17日 - 12月1日、テレビ東京） - 柏木智也 役[15]
- クロサギ 第6話（2022年11月25日、TBS） - 能登 役[16]
- ジャックフロスト（2023年2月17日 - 3月31日、MBS） - 梶谷圭吾 役[17]
- 沼る。港区女子高生（2023年2月25日 - 3月25日、日本テレビ） - 佐藤大輔 役[18][19]
- 君には届かない。（2023年9月27日 - 11月15日、TBS） - 保坂唯 役[20]
- 下剋上球児 第6話（2023年11月19日、TBS） - 椎野陽大 役[6]
- あきない世傳 金と銀（NHK BS・NHK BSプレミアム4K） - 智蔵 役
  - あきない世傳 金と銀（2023年12月8日 - 2024年2月2日）
  - あきない世傳 金と銀2（2025年4月6日 - 5月25日）[21][22]
- 正直不動産2 第2話（2024年1月16日、NHK総合） - 寺島直也 役
- 降り積もれ孤独な死よ（2024年7月7日 - 9月8日、読売テレビ・日本テレビ） - 川口悟 役[23]
- 連続テレビ小説 おむすび 第2回 - 第120回（2024年10月1日 - 2025年3月21日、NHK） - 風見亮介 役[24]
- トーキョーカモフラージュアワー（2025年1月20日 - 3月24日、朝日放送テレビ） - 亮くん 役[25]
- 対岸の家事〜これが、私の生きる道!〜（2025年4月1日 - 6月3日、TBS） - 今井尚記 役[26]
- シンデレラ クロゼット（2025年7月2日 - 、TBS） - 主演・神山光 役（尾碕真花とダブル主演）[27]
- 殺した夫が帰ってきました 第3話（2025年7月25日、WOWOW） - 間瀬匡人 役[28]
- 大河ドラマ 豊臣兄弟!（2026年〈予定〉、NHK） - 石田三成 役[29]

### ラジオドラマ
- 青春アドベンチャー SとF（2024年11月18日 - 28日、NHK-FM） - 主演・藤本聡 役[30]

### 映画
- イマジナリーフレンド（2022年、dTV） - ヒカリ 役[31]

### 配信ドラマ
- 沼る。港区女子高生 特別版 放課後編（2023年2月14日 - 18日、TVer） - 佐藤大輔 役[32]
- 最期の授業-生き残った者だけが卒業-（2024年11月26日、UniReel） - 上田正人 役[33]

### 配信バラエティ番組
- 彼とオオカミちゃんには騙されない（2022年2月20日 - 5月8日、ABEMA）

### 舞台
- 朗読劇『でかける時はいつも』（2021年4月15日 - 18日、ステージカフェ下北沢亭）[34]

### CM
- ユニクロ「秋ジャケット編」（2022年）[35]
- 伊藤園「お〜いお茶 ○やか」（2023年）[36]

## 書籍

### 写真集
- 松本怜生 1st写真集『Re:Ø』（2025年4月25日、KADOKAWA）[37]ISBN 978-4-0473-8294-7